# Chrysoperla carnea
Chrysoperla carnea, denominada vulgarmente como crisopa, es un insecto  de la familia Chrysopidae. Se encuentra en muchas partes de América, Europa y Asia. Los adultos se alimentan de néctar, polen y melaza que excretan los pulgones y otros insectos, pero las larvas son unos depredadores activos y se alimentan de pulgones y otros pequeños insectos. Se utiliza en el control biológico de plagas en agricultura.
Chrysoperla carnea se consideraba originalmente como una sola especie con una distribución por todo el holártico, pero recientemente se ha visto que es un complejo de especies próximas. Su morfología es idéntica, pero pueden ser reconocidas por las variaciones en las vibraciones de los sonidos que utilizan para comunicarse entre ellas, sobre todo durante el cortejo sexual.

## Descripción

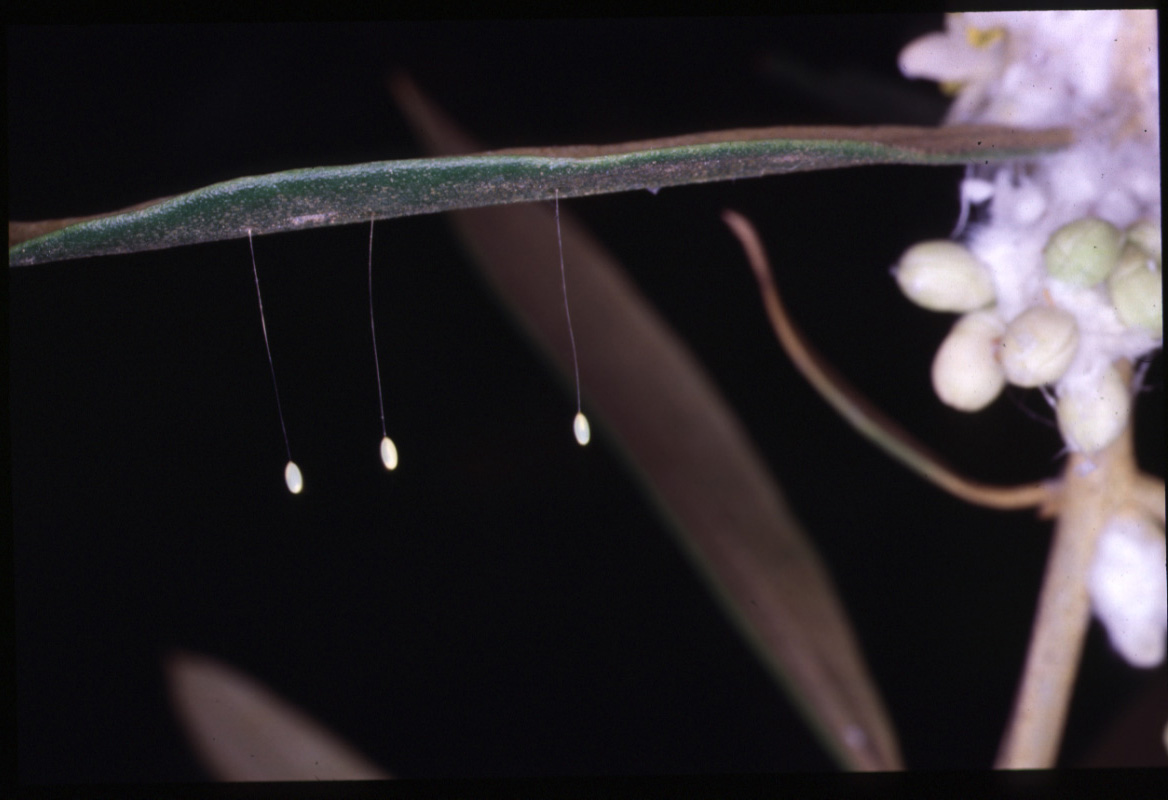
Huevos de Chrysoperla carnea en hoja de olivo

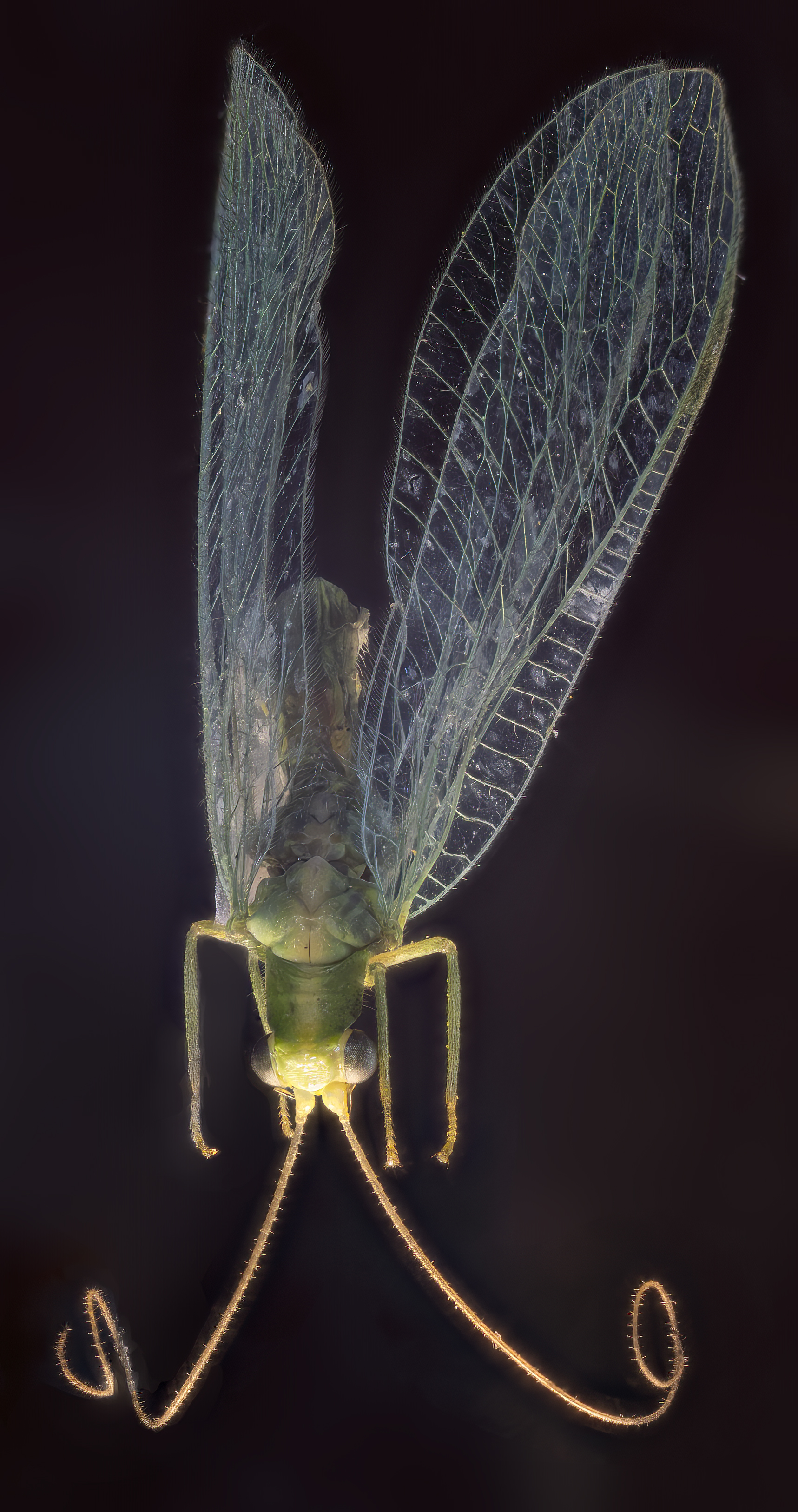
Insecto Chrysoperla carnea

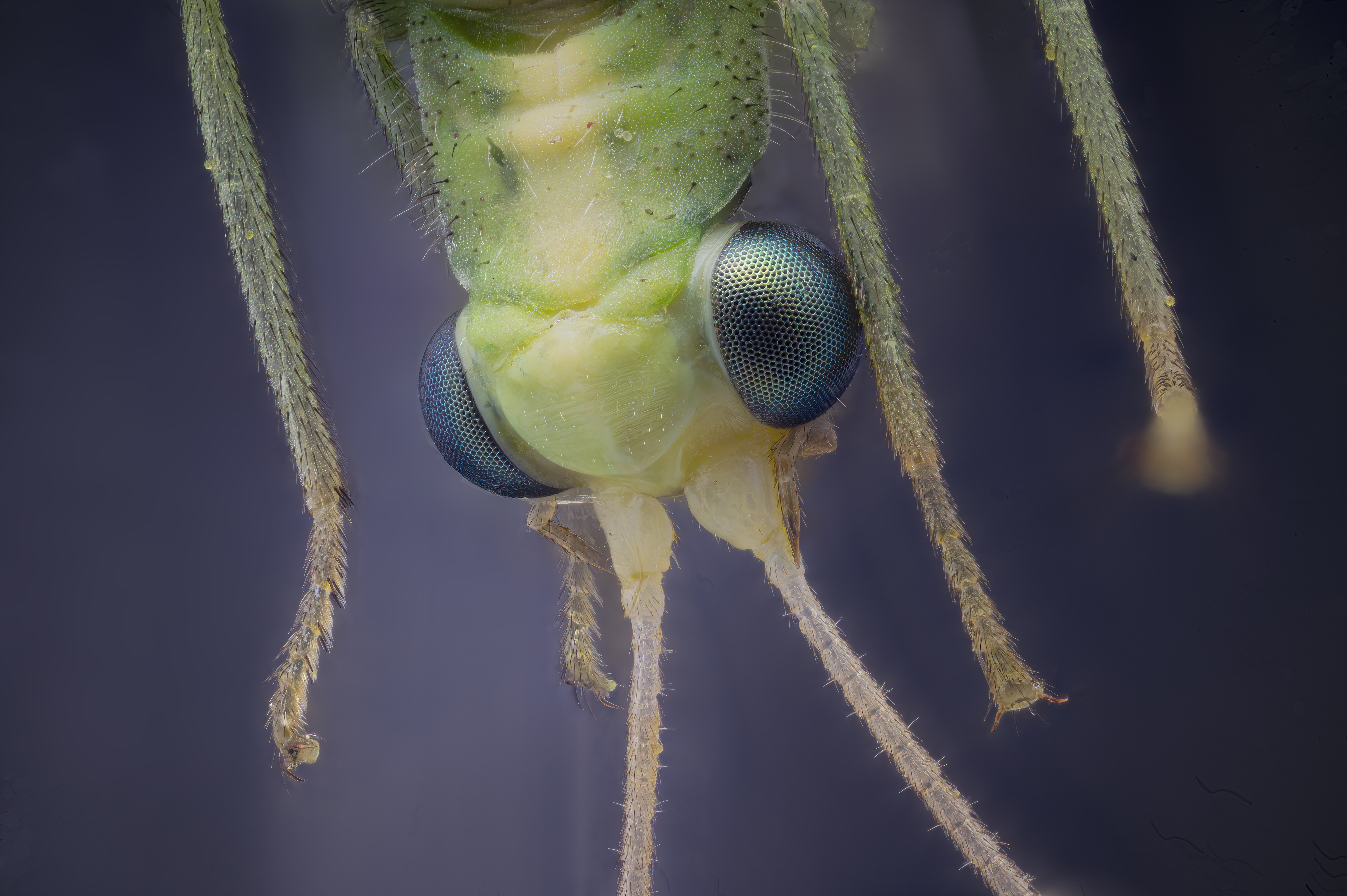
Detalle Insecto Chrysoperla carnea

Los huevos de crisopa son ovales y se fijan individualmente a los vegetales con un largo hilo. Al principio son de color verde claro pero después pasan a grisáceo. Las larvas al nacer tienen un milímetro de longitud. Son marrones y recuerdan por su forma a un pequeño cocodrilo. Se mueven activamente en busca de presas. Tienen un par de grandes mandíbulas en forma de pinza con las que apresan a sus víctimas, a menudo levantándolas en peso para evitar que huyan. Las larvas inyectan enzimas dentro del cuerpo de sus presas disolviendo sus órganos internos, tras lo cual la larva absorbe el líquido resultante del interior del cuerpo de la víctima. Las larvas crecen hasta unos ocho milímetros de longitud tras lo cual elaboran un capullo en el que pasan al estadio de pupa.

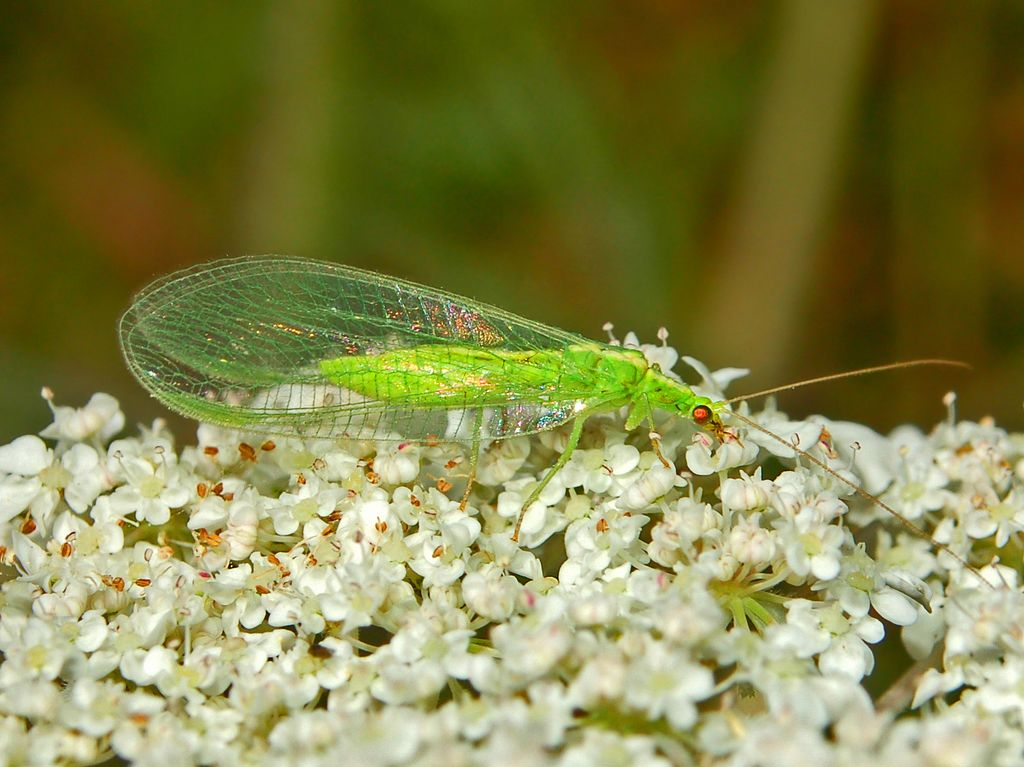
Adulto de Chrysoperla carnea, vista lateral

 Los adultos de crisopa son de color verde pálido con largas antenas y ojos compuestos amarillentos. Tienen una apariencia delicada y una longitud de entre 12 y 30 mm, con unas largas y membranosas alas que se recogen sobre su abdomen. No son buenos voladores y tienen un vuelo oscilante. A menudo se les ve atraídos por las luces artificiales durante la noche.

## Ciclo biológico

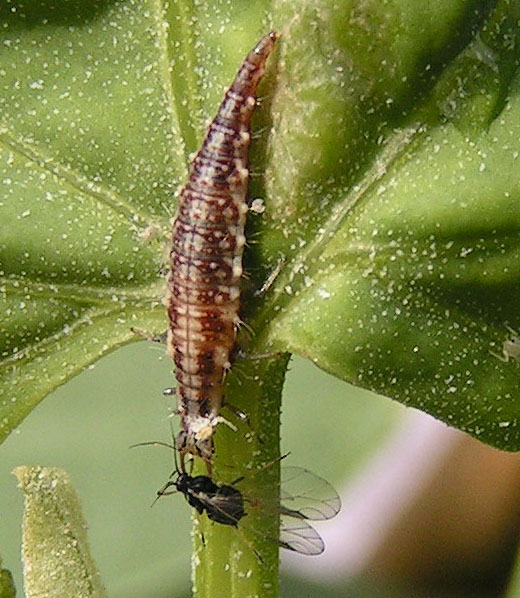
Larva de Chrysoperla carnea depredando un pulgón

Los adultos pasan el invierno enterrados entre la hojarasca en los límites de los cultivos o en otros terrenos. En primavera emergen y se aparean. Cada hembra pone cientos de huevos a un ritmo de dos a cinco al día, depositándolos en zonas próximas a potenciales presas, sobre todo áfidos, normalmente en los brotes más jóvenes de las plantas. La puesta de huevos se realiza normalmente en las horas de oscuridad, entre los meses de febrero y julio.
Las larvas emergen de los huevos entre tres y seis días después de la puesta. Comen vorazmente y realizan tres mudas. No se alimentan exclusivamente de pulgones sino también de muchos otros tipos de insectos, incluso de especies mucho mayores que ellas como pueden ser orugas de mariposas. Pueden consumir gran número de presas y destruir completamente grandes colonias de pulgones. Cuando las presas escasean pueden volverse caníbales.
Después de dos o incluso tres semanas, las larvas maduras segregan seda y construyen un capullo en zonas ocultas de las plantas. Después de entre 10 y 14 días los adultos emergen del capullo. La duración del ciclo biológico está muy influida por la temperatura y pueden tener varias generaciones al año en condiciones favorables. En verano la duración es de unas cuatro semanas.

## Control biológico
Los adultos de Chrysoperla carnea se alimentan de polen y sustancias azucaradas, no son depredadores. Pero a las larvas se las ha identificado depredando a más de setenta especies distintas pertenecientes a cinco órdenes. La mayoría de las presas son del orden Homoptera y son fundamentalmente áfidos en vegetación de porte bajo.
En los cultivos agrícolas han sido identificadas atacando a diversas especies de áfidos, araña roja, trips, moscas blancas, huevos de orugas, minadores de hojas, psilas, pequeñas polillas y orugas, larvas de escarabajos y orugas de Helicoverpa armigera. Se las considera unas importantes depredadoras de Pseudococcidae en los invernaderos. C. carnea se encuentra de manera natural en muchas zonas agrícolas del hemisferio norte. Se la considera una importante depredadora del pulgón en los cultivos de algodón en Rusia y Egipto, remolacha azucarera en Alemania y viñedos en toda Europa.
Se ha observado que puede realizar un buen control de Bemisia tabaci en cultivos de algodón en Pakistán. Se ha observado que la sola presencia de larvas de este insecto en las hojas de las plantas inhibe las visitas de B. tabaci, lo cual sugiere que esas larvas segregan algún producto volátil que repele a las moscas blancas.
En la zona de los invernaderos del sureste español, Almería y Granada, se ha observado que pueden ser muy eficaces en estado larvario, debido a su afilada mandíbula, contra plagas como la mosca blanca.
Aunque las larvas son efectivas en el control biológico de plagas, al aire libre los adultos se dispersan muy lejos. Pueden quedar cerca de donde se hayan liberado si los adultos disponen de suficientes fuentes de polen, néctar o sustancias azucaradas en los cultivos o en sus proximidades. Las casas comerciales que distribuyen C. carnea normalmente lo hacen en forma de huevos.
Se han hecho intentos de establecer C. carnea en Nueva Zelanda e India mediante la suelta de individuos pero no han tenido éxito, posiblemente debido a la ausencia en esas zonas de determinadas levaduras simbiontes necesarias para su desarrollo.